# Microben (Pauline Wiertz)
Microben (ook wel Microbe) is een artistiek kunstwerk in Amsterdam Oud-West.
Kunstenaar Pauline Wiertz ontwierp een 2003 een twaalftal ronde hardstenen tegels voor het WG-Plein, vernoemd naar het Wilhelmina Gasthuis, dat tussen 1891 en 1983 hier gevestigd was. Toen het daadwerkelijke ziekenhuis was verhuisd naar het Academisch Medisch Centrum in Amsterdam-Zuidoost werden de omliggende terreinen heringericht. Voor de deur van het oorspronkelijke hoofdgebouw werd een pleintje aangelegd. In 2003 werd dat (deels) weer opnieuw betegeld waaronder de twaalf tegels van Wiertz en sportveldjes. Wiertz beeldde micro-organismen/ziektekiemen af door afbeeldingen door het zandstralen van hardsteen. Het is of de kijker ze onder een microscoop of een petrischaal ziet liggen. 
De tegels worden begeleid door een betonnen plaquette met een afbeelding van elf ziekten:
- miltvuur
- Ziekte van Lyme
- Tuberculose
- Tyfus
- Lepra
- Malaria
- Difterie
- Syfilis
- Tetanus
- Longontsteking
- Pest

Ze werden aangevuld met een weergaven van gistmicroben.
Binnen het oeuvre van Pauline Wiertz zijn de Microben een unicum; ze was voornamelijk ontwerper van kunst in keramiek en porselein. De kunstenaar woonde en werkte op WG-plein 25.